# Onitis lama
Onitis lama là một loài bọ cánh cứng trong họ Bọ hung (Scarabaeidae).